# Masiphya aurea
Masiphya aurea là một loài ruồi trong họ Tachinidae.